# Дисциплина и человечность
«Дисциплина и человечность» (фр. Discipline et générosité) — французский короткометражный художественный фильм 1910 года, поставленный на студии «Пате».

## Сюжет
Сержант кутит вечером с приятелями в кабачке. Он захмелел и опоздал на перекличку. За это сержанта отправляют на гауптвахту. Утром он узнает, что умерла его мать. Он в отчаянии, на просьбу отпустить его на похороны дежурный офицер отвечает отказом. Перепилив решетку камеры, сержант убегает. Когда он выходит за гробом из родительского дома, его арестовывают, но, разрешают сержанту проводить мать на кладбище. Рапорт о его проступке передают полковнику. Полковник, прослезившись, разрывает рапорт.
Прослезился...